# Verksamhetsstyrning
Verksamhetsstyrning är de åtgärder som ledningen på olika nivåer i ett företag eller en myndighet vidtar för att uppnå ett visst resultat. Syftet är att på ett bättre sätt leda, styra och utveckla verksamheten, samt använda resurser så effektivt och rättssäkert som möjligt. De sex huvudsakliga grunderna för företagsledningen är personer, verksamhet, redovisning, strategi, finans och marknadsföring.

## Kritik mot ekonomistyrning
Verksamhetsstyrning har vuxit fram som en reaktion på ekonomistyrnings snäva fokus på finansiell information. Den främsta kritiken är att ekonomistyrning bygger på historisk data som kan leda till agerande som inte stämmer överens med strategiska mål. Den bygger också på mått i pengar vilket kan leda till bristande uppmärksamhet på kvalitet, kundnöjdhet, leveranstid, flexibilitet etc. Ekonomistyring uppmanar också till kortsiktigt tänkande (kvartalsrapporter) som kan ge minskade satsningar på forskning, teknisk utveckling samt kompetensutveckling, d.v.s. suboptimering i tiden. Ekonomistyring ger vilseledande information genom att traditionell kostnadsfördelning gör det svårt att mäta produkters verkliga lönsamhet. Den är dessutom abstrakt så det är svårt för anställda att se kopplingar mellan finansiella mått och den egna verksamheten och den missar tidiga varningssignaler om förändringar i företagets bransch och verksamhet.

## Modeller för verksamhetsstyrning
I början av 90-talet växte flera modeller för verksamhetstyrning fram för att kompensera för ekonomistyrningens brister. Två exempel på sådana modeller är balanserat styrkort och prestationspyramiden. Gemensamt för dessa modeller är att de innehåller flera dimensioner för styrning än den finansiella dimensionen. Balanserat styrkort innehåller dimensioner för finans, process, kund samt lärande och utveckling. Med dessa modeller försökte man hitta modeller och arbetssätt som ger struktur för kompakt och begriplig information, samband mellan mått och strategi samt en systematik för att ersätta renodlad finansiell planering och uppföljning.

## Skillnader mellan verksamhetsstyrning och ekonomistyrning
De främsta styrfilosofiska skillnaderna mellan verksamhetsstyrning och ekonomistyrning handlar om vem som har tillgång till styrinformation och vad informationen innehåller. Tillgången till informationen förskjuts från chef till chef och medarbetare samtidigt som innehållet blir mer värdeorienterat än kostnadsorienterad. Information görs tillgänglig vid behov snarare än trycks ut med jämna mellanrum och stimulerar till proaktiv åtgärdsorientering snarare än reaktiv. Perspektivet är den sammanhängande helheten snarare än den oberoende delen och fokus är på målorientering snarare än detaljorientering.

## Fotnoter
1. ↑  Ekonomistyrningsverket: ”Verksamhetsstyrning ger resultat”, Ekonomistyrningsverket, 2006.
2. ↑   6 Fundamentals of Business Management
3. 1 2  Olve, N-G, Roy, J, Wetter, M: ”Balanced Scorecard i svensk praktik”, Liber ekonomi, 2007.
4. 1 2  Kaplan, R.S. and Norton, D.P.:"The balanced scorecard - measures that drive performance", Harvard Business Review, 70(1), pp. 71-79, 1992.
5. ↑  McNair, C. J., Lynch, R. L. and Cross, K. L.: "Do financial and nonfinancial measures have to agree?", Management Accounting, November, pp. 28-39, 1990.
6. ↑  Lindvall, J.:"Verksamhetsstyrning: från traditionell ekonomistyrning till modern verksamhetstyrning", Studentlitteratur, 2001.